# Tim Levcik
Tim Levcik, né le 27 avril 1980 à Ford City, est un joueur américain de football américain et d'Arena football.

## Carrière

### Université
Levcik intègre l'Université Robert Morris, en 1998, et commence à jouer pour l'équipe de football américain des Colonials. Dès sa première saison, il reçoit le titre du nouveau-venu de la Northeast Conference (NEC) 1998. Il va devenir un des meilleurs joueurs de l'histoire de Robert Morris, en battant les records de l'université de passes réussis, tentées, touchdowns et yards gagnées à la passe. Il glane à deux reprises le titre de meilleur joueur offensif de la NEC, en 2000 et 2001.

### Professionnel
Tim Levcik n'est sélectionné par aucune équipe lors de la draft de la NFL de 2003. Le 24 avril 2002, il signe avec les Dolphins de Miami où il est mis en concurrence, pour le poste de troisième quarterback, avec Cade McNown et Zak Kustok. Cependant, il est coupé par les Dolphins, lors de la pré-saison, le 23 août 2003.
Le 24 janvier 2003, il signe avec les Steelers de Pittsburgh. Cependant, il se blesse lors du camp d'entraînement, aux ligaments du genou, et mis sur le banc lors de la pré-saison. Il est résilié, le 22 août 2003.
Il réapparaît, en 2004, en Arena Football League, où il est remplaçant avec les Soul de Philadelphie pendant deux saisons, jouant à de rares reprises.